# Ute Heimerzheim
Ute Heimerzheim (Colonia, 30 dicembre 1959) è un'ex cestista tedesca.

## Carriera
Con la Germania Ovest ha disputato due edizioni dei Campionati europei (1978, 1981).